# As-Saff
As-Saff (arabisch الصف aṣ-Ṣaff ‚Die Reihe‘; ‚Reih und Glied‘) ist die 61. Sure des Korans, sie enthält 14 Verse. Sie wurde in Medina verkündet, einige Verse datieren vermutlich nach der Niederlage der Muslime in der Schlacht von Uhud (625) und dem Bruch mit den Juden in Medina. Der Titel bezieht sich auf den vierten Vers. 
Die Sure erwähnt an einer Stelle (Vers 5) Moses und an zwei Stellen (Verse 6 und 14) Jesus, den „Sohn Marias“, beides Gesandte Gottes, die von ihrem Volk nicht anerkannt werden. Unklar ist, ob aḥmad in Vers 6 als Name, Ahmad, oder als Adjektiv, "hochlöblich" zu verstehen ist. Muslimische Kommentatoren erkennen in diesem Namen den Propheten Muhammad. Von ihm ist die Rede in Vers 9: „Er ist es, der seinen Gesandten mit der Rechtleitung und der Religion der Wahrheit gesandt hat, um ihr die Oberhand zu verleihen über alle Religion, auch wenn es den Polytheisten zuwider ist.“